# Indutiomarus
Indutiomarus († 53 v. Chr.) war ein Fürst oder König (lateinisch princeps) des keltischen Stammes der Treverer. Er war der „Kopf der Unabhängigkeits-Partei“ bei den Treverern, Gegner des romfreundlichen Fürsten Cingetorix, der sein Schwiegersohn war. Unsere Kenntnisse über ihn beruhen auf De bello Gallico von Gaius Iulius Caesar und auf der Römischen Geschichte von Cassius Dio.

## Auseinandersetzungen im Gallischen Krieg
Anfang 54 v. Chr. marschierte Caesar im Verlauf des Gallischen Kriegs mit vier Legionen (etwa 15.000 Mann) und 800 Reitern in das Stammesgebiet der Treverer ein.
Bei den Trevern stritten sich zwei Fürsten um die Vormachtstellung. Cingetorix war romfreundlich und versicherte Caesar seiner Treue, Indutiomarus zog hingegen Fußtruppen und Reiterei zusammen und rüstete zum Krieg. Der größere Teil des treverischen Adels neigte aber der Position des Cingetorix zu, so dass auch Indutiomarus vorläufig einlenkte. Caesar begnügte sich wegen seiner Pläne für die zweite Überfahrt nach Britannien mit der Stellung von 200 Geiseln durch Indutiomarus, unter ihnen sein Sohn und alle seine Verwandten, die Caesar namentlich bekannt waren. Darüber hinaus stärkte Caesar die Stellung des Indutiomarus-Gegners Cingetorix, was Indutiomarus als schwere Kränkung auffasste.
Ende 54 v. Chr. wiegelte Indutiomarus die Könige der den Treverern benachbarten Eburonen, Ambiorix und Catuvolcus, zum Aufstand auf. Nach der Vernichtung von fünfzehn Kohorten bei Atuatuca durch Ambiorix schlossen sich die Treverer unter Indutiomarus und zahlreiche andere Stämme dem Aufstand an und belagerten das Winterlager des Legaten Titus Labienus, während die Eburonen und einige andere Stämme das Winterlager des Legaten Quintus Tullius Cicero angriffen. Gleichzeitig schickte Indutiomarus den ganzen Winter 54/53 v. Chr. hindurch Gesandtschaften zu den rechtsrheinischen Germanen, um sie durch Versprechungen zur Teilnahme an dem Aufstand zu bewegen.
Nach Caesars Sieg über die Eburonen beim Winterlager Ciceros brach Indutiomarus die Belagerung ab und kehrte mit seinen Truppen in das Gebiet der Treverer zurück. Das Ansehen des Indutiomarus wurde „in ganz Gallien“ so groß, dass er von überall her Gesandtschaften erhielt und auch großen Zulauf an Bewaffneten hatte. Zu diesem Zeitpunkt ordnete Indutiomarus einen „bewaffneten Landtag“ lateinisch armatum concilium an, was nach gallischer Sitte die Eröffnung eines Krieges bedeutete. Er erklärte den romfreundlichen Cingetorix zum Feind des Stammes und zog seine Güter ein.
Anschließend nahm Indutiomarus die Belagerung des befestigten Lagers von Labienus wieder auf. Täglich zeigte sich Indutiomarus vor den römischen Verschanzungen und begegnete den Römern mit einer täglich wachsenden Verachtung. Labienus aber ließ die Reiterei der Nachbarstämme, die er auf einen bestimmten Tag aufgeboten hatte, einen Ausfall machen. Die Reiterei hatte den Befehl, des Indutiomarus habhaft zu werden, was auch gelang. Er wurde an einer Furt erschlagen und sein Kopf wurde in das Lager des Labienus gebracht. Nach diesem Ereignis bekam Caesar etwas mehr Ruhe in Gallien.
Die Verwandten des Indutiomarus setzten den Aufstand zwar fort, wurden aber von Labienus vernichtend geschlagen. Die Treverer unterwarfen sich, und dem Schwiegersohn des Indutiomarus, Cingetorix, wurde wieder die oberste Leitung in Krieg und Frieden übertragen.
Es gibt Vermutungen, dass der keltische Ringwall von Nonnweiler-Otzenhausen (Saarland) von der Adelssippe des Indutiomarus bewohnt wurde, weil die Anlage offenbar – „im Gegensatz zur Beobachtung bei anderen Oppida“ – kurz nach der Niederlage des Indutiomarus aufgegeben wurde.

## Sonstiges
Der Trevererfürst Indutiomarus darf nicht verwechselt werden mit dem gleichnamigen Allobrogerfürsten, der 69 v. Chr. in Marcus Tullius Ciceros Rede Pro M. Fonteio als Zeuge in einem Prozess genannt wird.